# Catocala sponsoides
Catocala sponsoides är en fjärilsart som beskrevs av Adolf G. Closs. Catocala sponsoides ingår i släktet Catocala och familjen nattflyn. Inga underarter finns listade i Catalogue of Life.